# ヘンリー・ベッセマー
サー・ヘンリー・ベッセマー（英: Sir Henry Bessemer, 1813年1月19日 - 1898年3月15日）は、イングランドの技術者で発明家。鋼の精錬法を発明したことで知られている。

## 生い立ち
父アンソニーはロンドン生まれだが、21歳のときにパリに移住した。彼は発明家でもあり、パリ造幣所に雇われて、大きな型から貨幣を製造するための鉄製のうち抜き型を作る機械を製作している。また光学顕微鏡の改良を行った功績によって、26歳の若さでフランス科学アカデミーの会員に選ばれた。フランス革命が起き、パリを離れざるを得なくなり、イギリスに戻った。イギリスでも金のチェーンを作る方法を発明して多少の成功を収め、そうして貯めた金でハートフォードシャーのチャールトンという村の土地を購入し、そこに移り住んだ。
ヘンリー・ベッセマーはチャールトンの家で1813年1月19日に生まれた。父はロンドンの印刷所に金属製の活字を納入する金属加工工場を営んでおり、ヘンリーは学校を卒業するとその工場で冶金について学びながら働いていた。1879年に王立協会フェローに選出された。

## 初期の発明
最初の発明は、真鍮を非常に微細な粉末にする6台の蒸気機関を使った機械で、そうして作った真鍮の粉末は塗料に混ぜて金色を作るのに使われた。この機械で金色の塗料の原料を製造し、それなりに利益を得た。自伝によると、金色の塗料は当時ニュルンベルク製のものしかなく、彼はそれを入手して研究した。彼はそれを複製して改良し、単純な製造工程で作れるようにした。一種のリバースエンジニアリングの実例である。各従業員には自分の受け持ち部分しか知らせず、そうすることによって製法の秘密を保持した。製法の秘密を知っているのはごく少人数であり、そのような秘密保持は特許の代替策として古くから使われてきた手法である。ドイツ製の真鍮の粉末が5ポンド10シリングだったところ、ベッセマーは2.5シリングで同じ量を販売し、約40分の1に価格低下させた。塗料を売って得た利益により、他の発明を追究する余裕ができた。
1848年、窓ガラス用の板状のガラスを帯状に製造する製法の特許を取得したが、商業的にはあまり成功しなかった（自伝8章参照）。しかし、その発明の過程で炉の設計を経験することになり、後の鋼の製法の発明に大いに役立った。

## ベッセマー転炉による鋼の精錬法

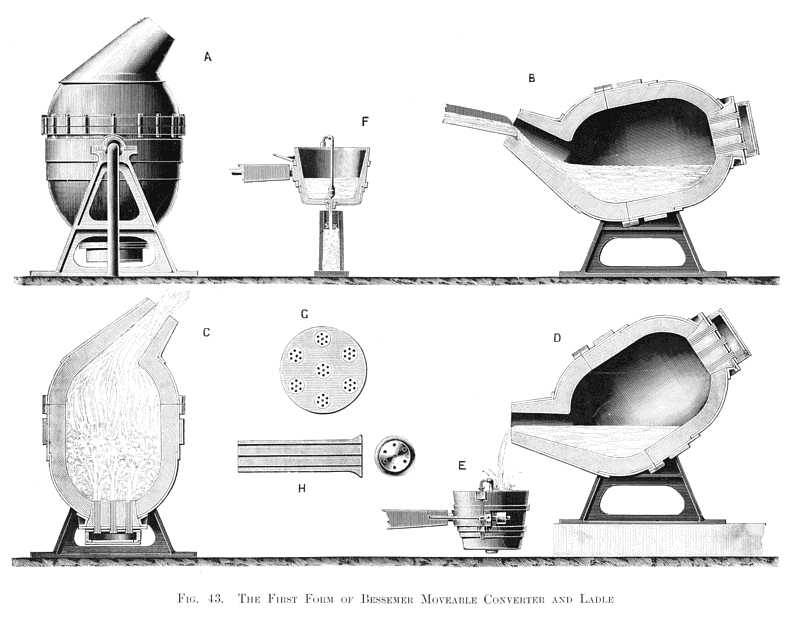
ベッセマー転炉

ベッセマーは1850年から1855年にかけて安価な鋼の製造という問題をてがけ、その製法の特許を取得した。1856年8月24日、ベッセマーはチェルトナムの英国科学協会の会合で "The Manufacture of Iron Without Fuel"（燃料のいらない鋼の製造法）と題して発表を行った。その全文は「タイムズ」紙にも掲載された。ベッセマー製鋼法は、融解した銑鉄に空気を吹きつけ、その中の酸素の作用で不純物を焼き払うことで鋼を製造する。
多くの産業は鋼不足のために制限されており、鋳鉄と錬鉄のみを使っていた。例えば鉄道の鉄橋や線路があり、多くの技術者や設計者が鋳鉄のあてにならない性質に悩まされてきた。鋳鉄製の桁が突然壊れて発生した事故は多く、例えば1847年5月のディー橋事故を筆頭に、1860年のブル橋事故、1861年のウートン橋崩壊などがある。1879年にもテイ橋崩壊という悲劇が繰り返され、全ての鋳鉄製鉄橋が鋼鉄製に置き換わるまで類似の事故は続いた。なお、錬鉄製の構造は鋳鉄よりも信頼性が高く、事故もほとんどなかった。
この製鋼法は商業的には既に使われていないが、鋳鉄を広く置換できる量の鋼を安価に製造できるようにしたという点で、産業の発展に極めて重要な意味を持っていた。ベッセマーは銃の製造を改善する試みの中で、製鋼業の問題にひきつけられたのだった。

### 実用化
ベッセマーは製鋼法の特許を5つの製鉄業者にライセンス提供したが、それら企業はよい品質の鋼を製造するのに当初から多大な苦労を強いられた。スウェーデン人の製鉄業者 Göransson はスウェーデン製の純度の高い炭銑鉄を使うことで最初によい品質の鋼の製造に成功したが、それまでに何度も失敗を繰り返していた。その成功の報告を受けて、ベッセマーはカンバーランドの赤鉄鉱から作った純度の高い銑鉄を試してみたが、それでも成功は限定的だった。ロバート・フォレスター・マシェットはディーンの森の一角に工場を作り、そこで数千回の実験を行い、炭素とマンガンを正確な配合で加えたスピーゲルを作ることで最終的な鋼の品質が向上し、可鍛性もよくなることを発見した。
ベッセマーは業者に改良したシステムを採用させようとしたが拒絶されたため、自ら製鉄業に乗りだす決心をした。友人の援助でシェフィールドに土地を購入して製鋼所を建設し、鋼の製造を開始した。当初の生産量はわずかだったが徐々に生産を拡大していき、他の業者が気づいたころには Henry Bessemer & Co. は1トン当たり20ドルの安値で鋼を販売できるようになっていた。すぐにライセンスの申込みが殺到し、ベッセマーは100万ポンド以上を手にすることになった。

### 特許紛争

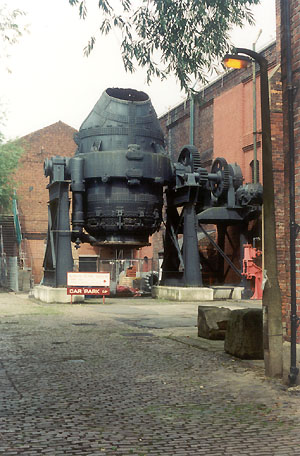
ベッセマー転炉（Kelham Island Museum、シェフィールド、2002年）

もちろん、そのような重要な特許がほうっておかれるはずもなく、その特許に対する無効性の訴えが様々な形で起きた。しかしベッセマーはそれらを訴訟に持ち込むことなく処理し、ある特許を買い取らざるを得ないということも生じたが、その特許は1859年に消滅し、心配がなくなった。ただ1つ、ロバート・フォレスター・マシェットの件だけが残った。

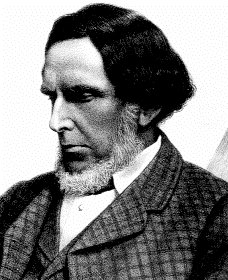
ロバート・マシェット。高速度鋼の発明者としても知られている。

マシェットの製法は根本的というわけではなく、ベッセマーも1865年に自身の製法だけで鋼のサンプルを製造してそれを証明した。しかし、ベッセマーの製鋼法を使うとき常にマシェットの製法も採用しているのが実状であり、そこにマシェットの製法の価値が示されていた。マシェットの特許が成立していたかどうかは不明だが、1866年、マシェットの16歳の娘が1人でロンドンまで旅をし、ヘンリー・ベッセマーのオフィスで彼に会い、ベッセマーの成功は彼女の父の業績あってこそだと主張した。ベッセマーはマシェットに毎年300ポンドを支払うことにした。実際これを25年間続けたので、総額はかなりの金額になった。これをマシェットに訴訟を起こさせないための行為と見ることもできる。
1866年、ベッセマーはアメリカの鉄道技師 Zerah Colburn に匿名で資金を提供し、技術系の週刊紙 Engineering をロンドンで発行させた。Colburn の恩人の名が明らかになるのは何年もたってからである。Engineering の発刊に先駆けて、Colburn は The Engineer の誌上でベッセマーの製鋼業に支持を表明していた。

## 他の発明
ベッセマーは1838年から1883年にかけて、129以上の特許を取得している発明家である。それらは主に、鉄、鋼、ガラス、砂糖、大砲などの兵器という5種類の分野に集中している。
自伝にはその発明が全て記されていて、一部は非常に詳細に説明されている。その自伝はまた、彼の長い波乱の人生について様々な面白い事柄を描いており、非常に読みやすい。
ベッセマーの発明の中には、切手に浮き出し加工を施す可動式の打ち抜き型や、サトウキビからより効率的に砂糖を搾り出すためのスクリュー押し出し機などもある。
1868年、ひどい船酔いに悩まされ、SS Bessemer（または "Bessemer Saloon"）と呼ばれる機構を発明した。これは、蒸気船の客室を水平を保つジンバルの上に設置するようにし、海が荒れても乗客が船酔いにならないというものだった。舵手が水準器を見て液圧で制御する機構であり、ベッセマーはロンドンのデンマーク・ヒルにある自宅の庭に試作品を作り、体験できるようにした。しかし、試作船のテスト航海のとき埠頭の一部を壊してしまい、船はスクラップとなり、投資者の信用を失い、結局遠洋航路のテストは1度も行われなかった。
1857年に取得した特許では、逆回転ローラーを使った金属鋳造法を発明している。これは今日の連続鋳造の先駆けともいうべきものである。

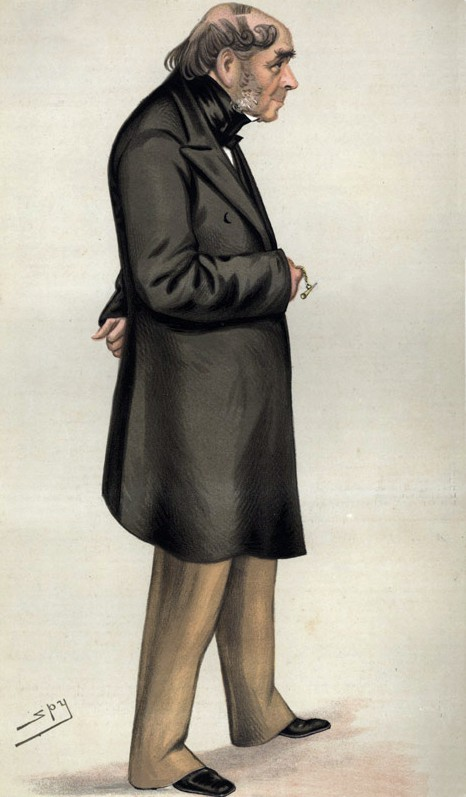
ベッセマーの肖像画

ベッセマーは1898年3月、ロンドンのデンマーク・ヒルで死去した。ベッセマーの墓のあるウェスト・ノーウッド墓地には同時代の有名人として Sir Henry Tate、Sir Henry Doulton、ポール・ジュリアス・ロイターらも埋葬されている。

## 家族
彼は1834年、21歳で結婚し、少なくとも2人の息子をもうけた。息子のうち同じヘンリーという名前の息子は、ベッセマーの自伝の最終章を本人の死後に執筆した。ベッセマーの子孫はイングランドにも住み続けているが、多くはオーストラリアに住んでいる。

## 栄誉と遺産
ヘンリー・ベッセマーは1879年6月26日、ナイトに叙せられ、同年王立協会のフェローにも選ばれている。1872年アルバート・メダル受賞。
シェフィールドの Kelham Island Industrial Heritage Museum には、初期のベッセマー転炉が展示されている。生誕地チャールトンの近くのヒッチンや、シェフィールド近郊のロザラムにはベッセマーの名を冠した通りがある。